# Wernetshausen
Wernetshausen ist ein Dorf am Westhang des Bachtels und gehört als Aussenwacht zur politischen Gemeinde Hinwil im schweizerischen Kanton Zürich. Es liegt auf 725 m. ü. M. Im Jahr 2001 betrug die Einwohnerzahl 782 Personen.

## Geschichte
Wernetshausen entstand als Siedlung der Alamannen und wurde im Jahr 867 als Werinholveshusa dem Kloster St. Gallen geschenkt.

## Wirtschaft
In Wernetshausen wird Milchwirtschaft und Viehzucht betrieben. Während früher Spinnereien, Webschiffchenproduktionen und Küfereien dominierten, sind es heute Ateliers, Beratungsfirmen und Handwerksbetriebe.
Die Dorfzeitung wurde im Mai 1992 gegründet und heisst Nöis für öis (Neues für uns).
Am Rand von Wernetshausen steht das Übersetzerhaus Looren, das professionellen Literaturübersetzern Arbeitsaufenthalt bietet. Es wurde 2005 im einstigen Wohn- und Geschäftshaus des Albert-Züst-Verlags eingerichtet.

## Schule
Im Dorf gibt es einen Kindergarten und eine Primarschule als teilautonome Schuleinheit der Primarschule Hinwil. Die Oberstufe muss in Hinwil oder Wetzikon besucht werden.

## Persönlichkeiten
- Ueli Maurer (* 1950), Bundesrat
- Oswald Oelz (* 1943), Bergsteiger und Arzt